# Pienilampi
Pienilampi är en sjö i kommunen Hirvensalmi i landskapet Södra Savolax i Finland. Arean är 34 hektar och strandlinjen är 3,81 kilometer lång. Sjön  ingår i Kymmene älvs huvudavrinningsområde.   Den ligger omkring 21 kilometer väster om S:t Michel och omkring 190 kilometer nordöst om Helsingfors. 
Pienilampi ligger söder om Pitkälampi. 